# Солвеј (Минесота)
Солвеј (енгл. Solway) град је у америчкој савезној држави Минесота.

## Демографија
По попису из 2010. године број становника је 96, што је 27 (39,1%) становника више него 2000. године.
| Група             | 2000.      | 2010.      |
| Белци             | 68 (98,6%) | 93 (96,9%) |
| Афроамериканци    | 0 (0,0%)   | 0 (0,0%)   |
| Азијати           | 0 (0,0%)   | 0 (0,0%)   |
| Хиспаноамериканци | 0 (0,0%)   | 0 (0,0%)   |
| Укупно            | 69         | 96         |